# O Mistério de Adão
O Mistério de Adão, intitulado originalmente Ordo representationis Ade no único manuscrito, é um drama litúrgico escrito entre 1150 e 1170 por um autor anônimo, em meados de anglo-normando, na esteira do tribunal de Henri II Plantagenet. Esta peça é um teatro de interpretação do Antigo Testamento, desenvolvendo, mais particularmente, o tema da Redenção. Considerado o primeiro texto dramático escrito em língua francesa, este manuscrito tem um papel muito importante dentro da história da literatura.

## Resumo
As três partes do Jogo para o desenvolvimento do tema da Queda e Redenção da humanidade. O Jogo de Adão é mais especialmente vocacionado para o pecado original, defina o palco na primeira sequência. O episódio central é a sedução cena do casal levou pelo Diabo. Enquanto Deus (Figura) dá a Adão o gozo do Paraíso , com exceção do fruto da árvore do Conhecimento, e o Diabo, na forma de uma serpente que seduz Adão a provar do fruto, prometendo que ele vai ser igual a Deus. Ele falhar, mas o convence logo após a Eva no lisonjeiro e convencê-los de sua superioridade sobre o seu marido ser demasiado grosseiro. A segunda sequência é dedicado para o assassinato de Abel por Caim. Finalmente, a terceira sequência, a fim de que desapareceu, é dedicado para o desfile de Profetas , proclamando, em latim e em francês, a hora do Apocalipse e a Parúsia.

## Composição

### Um manuscrito do romance
O Jogo de Adão é o primeiro exemplo de um texto dramático escrito em francês : cerca de metade da representação é ocupada pelos cânticos litúrgicos em latim, mas a totalidade do que o diálogo em francês.
Por seu assunto, o Jogo segue a tradição já bem estabelecida no drama litúrgico , mas distingue-se de uma forma inovadora, pela escolha do idioma. As cenas, assim, tornar-se totalmente acessível para a maioria das pessoas que não compreendem o latim.
Também é possível que o jogo tem sido representado na frente da igreja , e não dentro, como é de costume, esse permitindo o acesso a um público mais amplo.

### A estrutura do texto
O Jogo de Adão é escrito em 942 para octosyllabiques para as parelhas de versos ou décasyllabiques constituinte das quadras monorimes. A peça é composta de três partes : a Tentação e a Queda de Adão e Eva ; o assassinato de Abel ; o desfile de Profetas e mensageiros.
De acordo com Daniel Poirion, os diálogos e monólogos são sujeitos a um desenvolvimento literário de ver o versification acentuar o contraste entre as passagens dialogués e os dialéticos e os monólogos da estrutura da lírica.

### As indicações sobre o preparo
Muitas indicações de cena, em latim, dar orientação muito detalhado, que inclui tanto o espaço teatral, o corpo, os gestos, os movimentos, o tom de voz, a velocidade dos personagens ou suas roupas.
Cortado no início do Jogo, esplêndido túnicas, Adão e Eva são vestidos para fora do Paraíso de roupas miseráveis, coseram folhas de figueira. A nudez dos personagens tem um problema, os atores aparecem de cabeça para os ombros, o resto de seus corpos que estão sendo escondida por uma folha.
Cada uma das partes tem lugar dentro de um diferente decoração.
Ele descreve um espaço imaginário, cujos eixos são simbólicas, com um lado um paraíso, outro para o inferno, mas também coloca o indivíduo, tal como uma igreja, e altares onde Abel e Caim trouxe uma oferta.

## Interpretações
O texto é baseado em diferentes tradições exegética, e na ideia de que o pecado de Adão e Eva, seguido pelo crime cometido por Caim, poderá ser resgatado pelo Resgate.
A ação não é muito longe do texto do Gênesis , mas o autor fez um drama baseado no poder da palavra. Todos os atos de linguagem são, portanto, reviver na frente do público, o momento em que tudo mudou, que o homem ainda estava livre para escolher o Bom. O Demônio parece ser o grande vencedor das duas primeiras cenas. Mas, no final da primeira parte, Eva fala palavras de esperança e na terceira sequência, os profetas reforçar a expectativa do espectador, anunciando o mistério da Encarnação e o triunfo da Virgem. De acordo com Daniel Poirion, a função do show, é opor-se a corromper as pessoas e a esperança de redenção, a fim de preparar o público para a penitência da Quaresma.
A peça também chama a atenção para a instituição do casamento, que o autor compara ao contrato vassalique: Adam implicitamente é apresentado como o vassalo de Deus, e Eva como o vassalo de Adão. De acordo com Emmanuèle Baumgartner, Eva também é comparado a um "mal-casamento" medieval, feliz demais para assumir seu marido, que, ele próprio, segue ingenuamente as letras piscando o olho do último.
Jogado em um momento de heresia que defende a igualdade entre o homem e a mulher, O Jogo de Adão é 
De acordo com Daniel Poirion, 
A análise, o mais original, é, provavelmente, do historiador Mathieu Arnoux no "Tempo dos lavradores" (Albin Michel, 2012), que vê a brutalidade da caricatura dos camponeses, que aparece na peça é uma reação aristocrática contra a espiritualização (que apareceu no Décimo primeiro século, a obra de perfilhos por meio da figura de Adão trabalhador, olhando a produção agrícola como uma recriação do paraíso.